# Максвилл (Орегон)
Максвилл (англ. Maxville) — невключённая территория и бывший фабричный посёлок, расположенный на севере округа Уаллауа штата Орегон (США). Город был построен в 1923 году компанией Bowman-Hicks Lumber Company, крупной южной фирмой, занимавшейся лесоматериалами и мельницами в Арканзасе, Луизиане и Миссисипи. Bowman-Hicks нанимала опытных лесозаготовителей, независимо от расы, из южных штатов США. В соответствии с законами Джима Кроу, распространёнными в то время на Юге, в Максвилле были сегрегированные места проживания, школы и бейсбольные команды.

## История

### Основание города
Лесозаготовительная южная компания Bowman-Hicks Lumber рассчитывала извлечь выгоду из богатого лесами северо-запада тихоокеанского побережья США. Чтобы обеспечить надёжную рабочую силу, рабочие были привлечены с Юга для создания фабричного города для железнодорожной компании. Название «Максвилл» произошло от его первоначального названия «Город Mака» (англ. Mac's Town) по руководителю лесопромышленной компании Дж. Макмиллану. До того, как в этих местах стали заниматься лесоповалом и лесозаготовками, основным местом занятости чернокожих рабочих были угольные шахты. Однако, поскольку запасы угля были исчерпаны, многие афроамериканцы были наняты для лесозаготовок.

### Лесная промышленность
Лесная промышленность в Орегоне достигла своего пика в начале 1900-х годов. В то время как во многих городах, которые возникали вокруг лесозаготовок, как известно, вынуждали работать на износ, Орегон был известен тем, что здесь обеспечивали лесорубам достойную жизнь. По мере того, как в Максвилле и вокруг него росла лесная промышленность, местный бизнес стремился поддерживать рабочих. Продукты и услуги предоставлялись всем, кто способствовал развитию отрасли, независимо от расы. Со временем лесоповал и заготовки древесины стало трудно поддерживать, и многие инвесторы, в том числе из Максвилла, призвали федеральное правительство активизировать усилия по заготовке леса.